# Интер (футбольный клуб, Черкесск)
«Интер» — бывший российский профессиональный футбольный клуб из Черкесска, существовавший с 2019 до 2021 года. В сезонах 2019/20 и 2020/21 команда выступала в Первенстве ПФЛ и Кубке России. Домашние матчи «Интер» проводил в 2019—2020 годах на расположенном в Лермонтове стадионе «Бештау», а в сезоне 2020/21 в качестве основной арены использовал стадион «Ессентуки Арена» в Ессентуках. Всего в составе клуба сыграли 49 футболистов; руководили командой 3 главных тренера.

## История

### Истоки
Первые данные о футболе на территории нынешней республики относятся к 1923 году, когда в станице Баталпашинской (ныне город Черкесск) были сформированы первые команды РКСМ и профсоюзов. Матчи игрались на поле рядом с железнодорожным вокзалом. В 1927—1930 годах сборная станицы провела первые поединки с коллективами Армавира, Краснодара, Майкопа и Пятигорска. В дальнейшем различные местные команды (в частности, «Автомобилист» [бронзовый призёр чемпионата Ставропольского края 1979 года], «Динамо» [игроки которого в 1934 году организовали футбольное поле в районе нынешнего парка «Зелёный остров»; вице-чемпион Ставропольского края 1950 года], «Колос», «Молния», обувной фабрики, «Пищевик», РГУ, «Спартак» [чемпион Черкесска 1939 года], «Темп» и «Труд») выступали исключительно в городских, областных и краевых соревнованиях коллективов физической культуры вплоть до 1982 года, когда был создан ставший первым представителем Черкесска на уровне команд мастеров СССР, а затем и профессиональных турниров России «Нарт».

### Создание клуба
13 июня 2019 года начальник отдела лицензирования РФС Евгений Летин сообщил, что ФК «Интер» подал ходатайство на допуск к лицензированию для участия в турнире группы «Юг» Первенства ПФЛ сезона 2019/20, и уже 19 июня, по итогам заседания Бюро Исполкома РФС, клуб из Карачаево-Черкесии был официально допущен до прохождения внештатной процедуры лицензирования. 27 июня стало известно, что команда успешно прошла лицензирование и таким образом получила право выступать в Первенстве ПФЛ.

### Первый сезон (2019/20)
16 июля 2019 года в первом в своей истории официальном матче в Первенстве ПФЛ «Интер» уступил со счётом 0:3 ставропольскому «Динамо», у которого уже 20 июля взял реванш со счётом 4:2 в дебютном для себя поединке Кубка России; автором первого в истории гола команды стал Георгий Кучиев[en], он же 25 июля забил и первый мяч «Интера» в первенстве в выездной встрече против махачкалинского «Анжи». 28 июля 2019 года черкесская команда в 1/128 финала кубка со счётом 1:0 одолела на выезде пятигорский «Машук-КМВ», а 1 августа того же года с тем же счётом одержала первую победу в Первенстве ПФЛ в домашней игре против «Спартака» из Владикавказа. 5 августа 2019 года «Интер» успешно преодолел стадию 1/64 финала Кубка России, в которой со счётом 1:0 взял верх на выезде над клубом «Спартак-Нальчик», однако 21 августа того же года в домашнем матче 1/32 финала проиграл со счётом 2:5 команде Первенства ФНЛ песчанокопской «Чайке». На зимний перерыв «Интер» ушёл на 12-м месте в турнирной таблице первенства.
В феврале 2020 года в должности главного тренера коллектива занимавшего этот пост с июня 2019 года Валерия Заздравных сменил Вячеслав Камольцев. 23 марта 2020 года стало известно, что РФС проводит проверку состоявшегося 13 марта того же года выездного поединка черкесского клуба против краснодарского «Урожая» на предмет договорного характера, подозрения в котором вызвали странные голы, ставки и падение коэффициентов. 15 мая 2020 года Исполком РФС принял решение о досрочном завершении ранее приостановленного из-за пандемии COVID-19 сезона 2019/20 в ПФЛ с утверждением его итогов по состоянию на 17 марта того же года; таким образом, в своём дебютном сезоне «Интер» занял 12-е место в группе «Юг» Первенства ПФЛ, проведя лишь 19 встреч из 30 изначально запланированных.

### Последний сезон (2020/21)
15 августа 2020 года команда под руководством нового наставника Василия Дорофеева стартовала в сезоне 2020/21 Первенства ПФЛ с волевой домашней победы со счётом 3:2 над дебютантом турнира клубом «Туапсе»; а 19 августа в домашнем матче 1/128 финала нового сезона кубка страны с результатом 2:3 уступила пятигорскому «Машуку-КМВ», который в предыдущем розыгрыше на той же стадии турнира обыграла. В период зимнего перерыва, на который «Интер» ушёл на 15-м месте, коллектив не пополнился ни одним футболистом, при этом его покинула внушительная группа игроков, включая автора первого в истории команды гола Георгия Кучиева; причиной такого решения, по его словам, стало то, что «руководители черкесского клуба много чего обещали, но мало что выполнили».
4 мая 2021 года председатель комитета по этике РФС Семён Андреев сообщил о подозрении в игре на тотализаторе в отношении 4 футболистов: среди них оказались два бывших игрока «Интера» Андрей Золотов и Дмитрий Зорников[en], а также выступавший на тот момент в составе команды Расул Бостанов, которому в итоге решением Комитета по этике РФС сроком на 1 год было запрещено осуществлять любую деятельность, связанную с футболом. Позднее в том же месяце в отношении генерального директора клуба Мурата Джаубаева было заведено уголовное дело по подозрению в невыплате заработной платы на общую сумму 257 500 ₽ одному из сотрудников «Интера» в период с января по конец мая 2020 года из личной заинтересованности. Сезон 2020/21 черкесская команда завершила на 15-м месте (4 победы, 6 ничьих, 22 поражения).
16 июня 2021 года стало известно, что в списке клубов Второго дивизиона, получивших лицензии РФС на сезон 2021/22, «Интера» нет.

## Символика и форма

### Название
По словам генерального директора клуба и президента местной федерации футбола Мурата Джаубаева, название «Интер» для команды было выбрано в связи с тем, что Карачаево-Черкесия является многонациональной республикой. При этом в некоторых СМИ высказывалось мнение, что наименование черкесского клуба является лишь заимствованием краткой формы названия миланского «Интернационале».

### Клубные цвета
| Белый | Синий |

Цветами клуба были белый и синий.

### Экипировка
| Период    | Производитель формы |
| --------- | ------------------- |
| 2019—2020 | Joma                |
| 2020—2021 | Macron              |

| 2019/20 · домашняя | 2019/20 · гостевая |  | 2020/21 · домашняя | 2020/21 · гостевая |  |

## Статистика выступлений
Всего за 2 сезона черкесский «Интер» провёл 56 официальных матчей (51 в Первенстве ПФЛ и 5 в Кубке России), в которых одержал 12 побед, 11 раз сыграл вничью, потерпел 33 поражения, забил 62 и пропустил 137 мячей.

### Первенство
| Сезон            | Турнир                     | Место            | И  | В | Н  | П  | МЗ | МП  | РМ  | О  | Предупреждения | Удаления |
| ---------------- | -------------------------- | ---------------- | -- | - | -- | -- | -- | --- | --- | -- | -------------- | -------- |
| 2019/20          | Группа «Юг» Первенства ПФЛ | 12 (из 16)       | 19 | 5 | 5  | 9  | 24 | 38  | −14 | 20 | 51             | 1        |
| 2020/21          | Группа 1 Первенства ПФЛ    | 15 (из 17)       | 32 | 4 | 6  | 22 | 28 | 89  | −61 | 18 | 78             | 5        |
| Всего: 2 турнира | Всего: 2 турнира           | Всего: 2 турнира | 51 | 9 | 11 | 31 | 52 | 127 | −75 | 38 | 129            | 6        |

#### Все матчи
| Сезон   | Главный тренер     | Соперник             | Счёт | Дата             | С | Место          |
| ------- | ------------------ | -------------------- | ---- | ---------------- | - | -------------- |
| 2019/20 | Валерий Заздравных | Динамо (Ставрополь)  | 0:3  | 16 июля 2019     | Г | Рыздвяный      |
| 2019/20 | Валерий Заздравных | Анжи                 | 1:1  | 25 июля 2019     | Г | Каспийск       |
| 2019/20 | Валерий Заздравных | Спартак-Владикавказ  | 1:0  | 1 августа 2019   | Д | Лермонтов      |
| 2019/20 | Валерий Заздравных | Дружба (Майкоп)      | 1:2  | 9 августа 2019   | Г | Майкоп         |
| 2019/20 | Валерий Заздравных | Урожай (Краснодар)   | 2:2  | 16 августа 2019  | Д | Лермонтов      |
| 2019/20 | Валерий Заздравных | Биолог-Новокубанск   | 0:2  | 25 августа 2019  | Г | Прогресс       |
| 2019/20 | Валерий Заздравных | СКА (Ростов-на-Дону) | 1:0  | 1 сентября 2019  | Д | Лермонтов      |
| 2019/20 | Валерий Заздравных | Легион Динамо        | 2:0  | 7 сентября 2019  | Г | Махачкала      |
| 2019/20 | Валерий Заздравных | Спартак-Нальчик      | 2:2  | 14 сентября 2019 | Д | Лермонтов      |
| 2019/20 | Валерий Заздравных | Алания               | 0:5  | 21 сентября 2019 | Г | Владикавказ    |
| 2019/20 | Валерий Заздравных | Черноморец           | 3:5  | 29 сентября 2019 | Д | Лермонтов      |
| 2019/20 | Валерий Заздравных | Краснодар-3          | 2:3  | 4 октября 2019   | Г | Краснодар      |
| 2019/20 | Валерий Заздравных | Волгарь              | 0:3  | 12 октября 2019  | Д | Лермонтов      |
| 2019/20 | Валерий Заздравных | Машук-КМВ            | 0:0  | 19 октября 2019  | Г | Пятигорск      |
| 2019/20 | Валерий Заздравных | Махачкала            | 3:1  | 27 октября 2019  | Д | Лермонтов      |
| 2019/20 | Валерий Заздравных | Спартак-Владикавказ  | 4:3  | 10 ноября 2019   | Г | Владикавказ    |
| 2019/20 | Валерий Заздравных | Дружба (Майкоп)      | 0:1  | 17 ноября 2019   | Д | Лермонтов      |
| 2019/20 | Вячеслав Камольцев | Анжи                 | 2:2  | 10 марта 2020    | Д | Лермонтов      |
| 2019/20 | Вячеслав Камольцев | Урожай (Краснодар)   | 0:3  | 13 марта 2020    | Г | Краснодар      |
| 2020/21 | Василий Дорофеев   | Туапсе               | 3:2  | 15 августа 2020  | Д | Лермонтов      |
| 2020/21 | Василий Дорофеев   | Машук-КМВ            | 1:3  | 23 августа 2020  | Г | Пятигорск      |
| 2020/21 | Василий Дорофеев   | Форте                | 1:2  | 31 августа 2020  | Д | Ессентуки      |
| 2020/21 | Василий Дорофеев   | Дружба (Майкоп)      | 3:3  | 6 сентября 2020  | Г | Майкоп         |
| 2020/21 | Василий Дорофеев   | СКА (Ростов-на-Дону) | 1:4  | 11 сентября 2020 | Д | Ессентуки      |
| 2020/21 | Василий Дорофеев   | Легион Динамо        | 1:4  | 20 сентября 2020 | Г | Махачкала      |
| 2020/21 | Василий Дорофеев   | Краснодар-3          | 1:1  | 27 сентября 2020 | Д | Лермонтов      |
| 2020/21 | Василий Дорофеев   | Кубань Холдинг       | 0:2  | 4 октября 2020   | Г | Павловская     |
| 2020/21 | Василий Дорофеев   | Ессентуки            | 2:0  | 12 октября 2020  | Д | Лермонтов      |
| 2020/21 | Василий Дорофеев   | Биолог-Новокубанск   | 0:4  | 17 октября 2020  | Г | Прогресс       |
| 2020/21 | Василий Дорофеев   | Черноморец           | 0:5  | 25 октября 2020  | Д | Лермонтов      |
| 2020/21 | Василий Дорофеев   | Спартак-Нальчик      | 0:3  | 31 октября 2020  | Г | Нальчик        |
| 2020/21 | Василий Дорофеев   | Анжи                 | 0:4  | 6 ноября 2020    | Д | Лермонтов      |
| 2020/21 | Василий Дорофеев   | Динамо (Ставрополь)  | 1:0  | 14 ноября 2020   | Г | Ставрополь     |
| 2020/21 | Василий Дорофеев   | Махачкала            | 0:0  | 20 ноября 2020   | Д | Ессентуки      |
| 2020/21 | Василий Дорофеев   | Кубань (2018)        | 0:6  | 5 марта 2021     | Г | Краснодар      |
| 2020/21 | Василий Дорофеев   | Туапсе               | 1:3  | 17 марта 2021    | Г | Туапсе         |
| 2020/21 | Василий Дорофеев   | Машук-КМВ            | 1:2  | 20 марта 2021    | Д | Ессентуки      |
| 2020/21 | Василий Дорофеев   | Форте                | 0:4  | 24 марта 2021    | Г | Ессентуки      |
| 2020/21 | Василий Дорофеев   | Дружба (Майкоп)      | 0:0  | 28 марта 2021    | Д | Ессентуки      |
| 2020/21 | Василий Дорофеев   | СКА (Ростов-на-Дону) | 2:4  | 2 апреля 2021    | Г | Ростов-на-Дону |
| 2020/21 | Василий Дорофеев   | Легион Динамо        | 2:2  | 11 апреля 2021   | Д | Ессентуки      |
| 2020/21 | Василий Дорофеев   | Краснодар-3          | 2:2  | 15 апреля 2021   | Г | Краснодар      |
| 2020/21 | Василий Дорофеев   | Кубань Холдинг       | 0:1  | 21 апреля 2021   | Д | Ессентуки      |
| 2020/21 | Василий Дорофеев   | Ессентуки            | 2:1  | 27 апреля 2021   | Г | Ессентуки      |
| 2020/21 | Василий Дорофеев   | Биолог-Новокубанск   | 0:5  | 4 мая 2021       | Д | Ессентуки      |
| 2020/21 | Василий Дорофеев   | Черноморец           | 0:2  | 10 мая 2021      | Г | Новороссийск   |
| 2020/21 | Василий Дорофеев   | Спартак-Нальчик      | 1:2  | 16 мая 2021      | Д | Ессентуки      |
| 2020/21 | Василий Дорофеев   | Анжи                 | 1:6  | 20 мая 2021      | Г | Махачкала      |
| 2020/21 | Василий Дорофеев   | Махачкала            | 1:3  | 23 мая 2021      | Г | Махачкала      |
| 2020/21 | Василий Дорофеев   | Динамо (Ставрополь)  | 1:2  | 28 мая 2021      | Д | Ессентуки      |
| 2020/21 | Василий Дорофеев   | Кубань (2018)        | 0:7  | 9 июня 2021      | Д | Ессентуки      |

### Кубок
| Сезон            | Раунд            | И | В | Н | П | МЗ | МП | РМ | Предупреждения | Удаления |
| ---------------- | ---------------- | - | - | - | - | -- | -- | -- | -------------- | -------- |
| 2019/20          | 1/32             | 4 | 3 | 0 | 1 | 8  | 7  | +1 | 7              | 0        |
| 2020/21          | 1/128            | 1 | 0 | 0 | 1 | 2  | 3  | −1 | 3              | 1        |
| Всего: 2 турнира | Всего: 2 турнира | 5 | 3 | 0 | 2 | 10 | 10 | 0  | 10             | 1        |

#### Все матчи
| Сезон   | Главный тренер     | Раунд | Соперник            | Счёт | Дата            | С | Место     |
| ------- | ------------------ | ----- | ------------------- | ---- | --------------- | - | --------- |
| 2019/20 | Валерий Заздравных | 1/256 | Динамо (Ставрополь) | 4:2  | 20 июля 2019    | Д | Лермонтов |
| 2019/20 | Валерий Заздравных | 1/128 | Машук-КМВ           | 1:0  | 28 июля 2019    | Г | Пятигорск |
| 2019/20 | Валерий Заздравных | 1/64  | Спартак-Нальчик     | 1:0  | 5 августа 2019  | Г | Нальчик   |
| 2019/20 | Валерий Заздравных | 1/32  | Чайка               | 2:5  | 21 августа 2019 | Д | Лермонтов |
| 2020/21 | Василий Дорофеев   | 1/128 | Машук-КМВ           | 2:3  | 19 августа 2020 | Д | Лермонтов |

## Стадионы
С 2019 года домашние матчи ФК «Интер» проводил на расположенном в Лермонтове стадионе «Бештау», вмещающем 5500 зрителей. В сезоне 2020/21 в качестве основной домашней арены команда использовала стадион «Ессентуки Арена» в Ессентуках, вместимость которого составляет 544 человека.

## Персоналии

### Игроки клуба
Всего в составе черкесского «Интера» в официальных матчах (Первенство ПФЛ и Кубок России) на поле выходили 49 футболистов. Капитанами команды за всё время существования клуба были Эдуард Байчора[en] и Залим Кишев[en].

### Главные тренеры
Всего за всё время существования черкесского «Интера» на посту главного тренера команды в клубе работали 3 специалиста.
| Главный тренер       | Период    | И  | В  | Н  | П  | МЗ | МП  | РМ  | %      | Предупреждения | Удаления |
| -------------------- | --------- | -- | -- | -- | -- | -- | --- | --- | ------ | -------------- | -------- |
| Валерий Заздравных   | 2019—2020 | 21 | 8  | 4  | 9  | 30 | 40  | −10 | 038,10 | 52\|\|1        |          |
| Вячеслав Камольцев   | 2020      | 2  | 0  | 1  | 1  | 2  | 5   | −3  | 000,00 | 6\|\|0         |          |
| Василий Дорофеев     | 2020—2021 | 33 | 4  | 6  | 23 | 30 | 92  | −62 | 012,12 | 81\|\|6        |          |
| Всего: 3 специалиста | 2019—2021 | 56 | 12 | 11 | 33 | 62 | 137 | −75 | 21,43  | 139            | 7        |